# Titanoeca asimilis
Espèce
Synonymes
- Protadia hingstoni Hu & Li, 1987
- Titanoeca burjatica Danilov, 1994

Titanoeca asimilis est une espèce d'araignées aranéomorphes de la famille des Titanoecidae.

## Distribution
Cette espèce se rencontre en Chine, en Mongolie, au Kazakhstan et en Russie.

## Publication originale
- Song & Zhu, 1985 : On two species of titanoecids from China (Araneae: Titanoecidae). Sinozoologia, vol. 3, p. 73-76.